# SemperOpernball

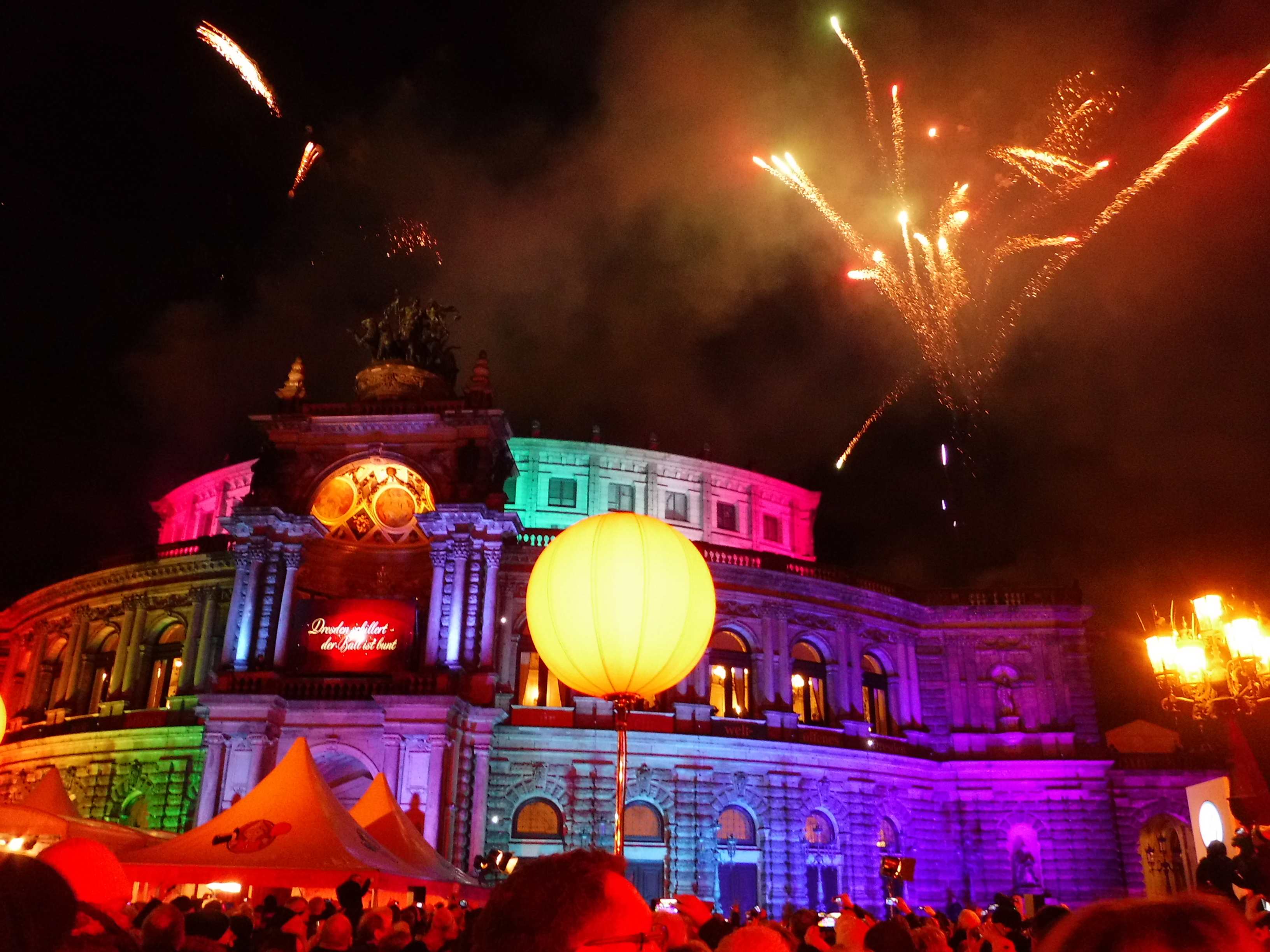
Openairball vor der Semperoper mit Live-Übertragung des SemperOpernballs und Feuerwerk 2016

Der Dresdner SemperOpernball ist ein Tanzball in der Semperoper und zählt zu den größten Opernbällen Europas. Neben den etwa 2.500 Gästen im Inneren der Semperoper versammeln sich jährlich bis zu 15.000 Zuschauer auf dem Theaterplatz, um das Event über Großleinwand und bei Liveauftritten mitzuerleben. Hinzu kommen rund 3 Millionen Zuschauer, die die Ballnacht auf ihren Fernsehbildschirmen verfolgen.
Der „1. Opern-Ball“ fand im Februar 1925 statt und erlebte bis 1939 elf Wiederholungen. Seine Renaissance erfuhr der Ball seit 2006, als er im Zuge der 800-Jahr-Feier Dresdens reaktiviert wurde. Bis 2020 fand der SemperOpernball jährlich statt. Von 2021 bis 2023 musste er pandemiebedingt ausfallen.

## Geschichte des SemperOpernballs

### Die Geburtsstunde des SemperOpernballs 1925
Anknüpfend an die königlichen Hofbälle zu Zeiten August des Starken, erlebte die bürgerliche Ballkultur Dresdens im 19. Jahrhundert ihre Blütezeit. Überall in der Stadt luden Tanzcafés und Ballsäle zum Amüsement ein. 1913 zählte man in Dresden – neben einer Vielzahl an Kinos, Theatern und Varietés – rund 70 verschiedene Ballsäle.
Die Tanz-Begeisterung der Dresdner konnte auch der Erste Weltkrieg nicht brechen, und so schlug am 21. Februar 1925 die Geburtsstunde der Bälle in der Semperoper. Die Resonanz auf den unter der musikalischen Leitung von Max Feiereis eröffneten Ball war derart überwältigend, dass man beschloss, fortan jedes Jahr ein solches Fest zu feiern. Mit Ausnahme der Jahre 1931, 1932 und 1934, in denen der Opernball wegen der Weltwirtschaftskrise ausfallen musste, wurde bis einschließlich 1939 jedes Jahr ein Opernball gefeiert.

### Das Musenfest 1989
Während der DDR-Zeit gab es viele Versuche, die barocken Festlichkeiten rund um die Oper wiederzubeleben. Aber erst am 7. Juli 1989 gelang es, ein auf sächsischer Tradition gegründetes, sogenanntes Musenfest zu feiern. Vier Nächte lang amüsierte man sich mit Musik, Tanz, Gesang und Theater in der Oper und auf dem Freigelände davor. Auch ein Mitternachtsfeuerwerk auf dem Zwingerteich gehörte dazu. Zum großen Ballsaal und der Bühne blieb der Zutritt allerdings verwehrt. Denkmalschützer und Feuerwehr hatten sich erfolgreich gegen die Feierpläne zur Wehr gesetzt.

### Renaissance des SemperOpernballs 2006 bis 2020
Erneut folgten einige Jahre ohne weitere Opernbälle in der Stadt. Seit 2003 reiften allerdings – anlässlich der bevorstehenden 800-Jahr-Feier der Stadt Dresden – konkrete Pläne für eine Wiederaufnahme der Balltradition. Am 13. Januar 2006 war es so weit: 67 Jahre nach dem letzten Fest gleichen Namens feierte der SemperOpernball seine glanzvolle Rückkehr. Bis 2020 wurde der Ball wieder jährlich ausgerichtet.
Unter der künstlerischen Gesamtleitung von Hans-Joachim Frey – bis 2007 als Operndirektor der Semperoper tätig – wuchs der Ball in den Jahren bis 2020 zu einem der größten und bekanntesten europäischen Bälle. Zu den Gästen zählten u. a. Schwedens Königin Silvia, Sir Bob Geldof, Udo Jürgens, Roland Kaiser, Senta Berger, Rolf Hoppe, Fürst Albert II. von Monaco, Hans-Dietrich Genscher, Maximilian Schell, Sir Roger Moore und viele andere mehr.

#### Die SemperOpernbälle seit 2006 im Einzelnen

##### 2006
Nach 67 Jahren Pause wurde am 13. Januar 2006 erstmals wieder ein Opernball im Saal und auf der Bühne ausgerichtet. Etwa 2.300 Gäste feierten in der Semperoper, 4.000 Dresdner und Besucher verfolgten den SemperOpernball auf dem Opernvorplatz. 76 Debütantenpaare eröffneten den Ball. Moderiert wurde der Opernball von Senta Berger und Gunther Emmerlich. Zu den musikalischen Highlights zählten die Auftritte des Tenors Marcelo Alvarez und der Sopranistin Diana Damrau. Für die Walzerklänge zeichnete die Sächsische Staatskapelle unter dem designierten Chefdirigenten Fabio Luisi verantwortlich.

##### 2007
Nach dem Erfolg des Balles im Jahr 2006 wurde am 19. Januar 2007 die festliche Tradition mit dem 2. SemperOpernball fortgeführt. Durch den Ball führten Gudrun Landgrebe und Gunther Emmerlich. Zu den künstlerischen Höhepunkten des Abends zählte der Auftritt der Mezzosopranistin Elina Garanča. An dem zeitgleich durchgeführten SemperOpenairball unter freiem Himmel vor der Semperoper nahmen fast 6.000 Dresdner teil.

##### 2008

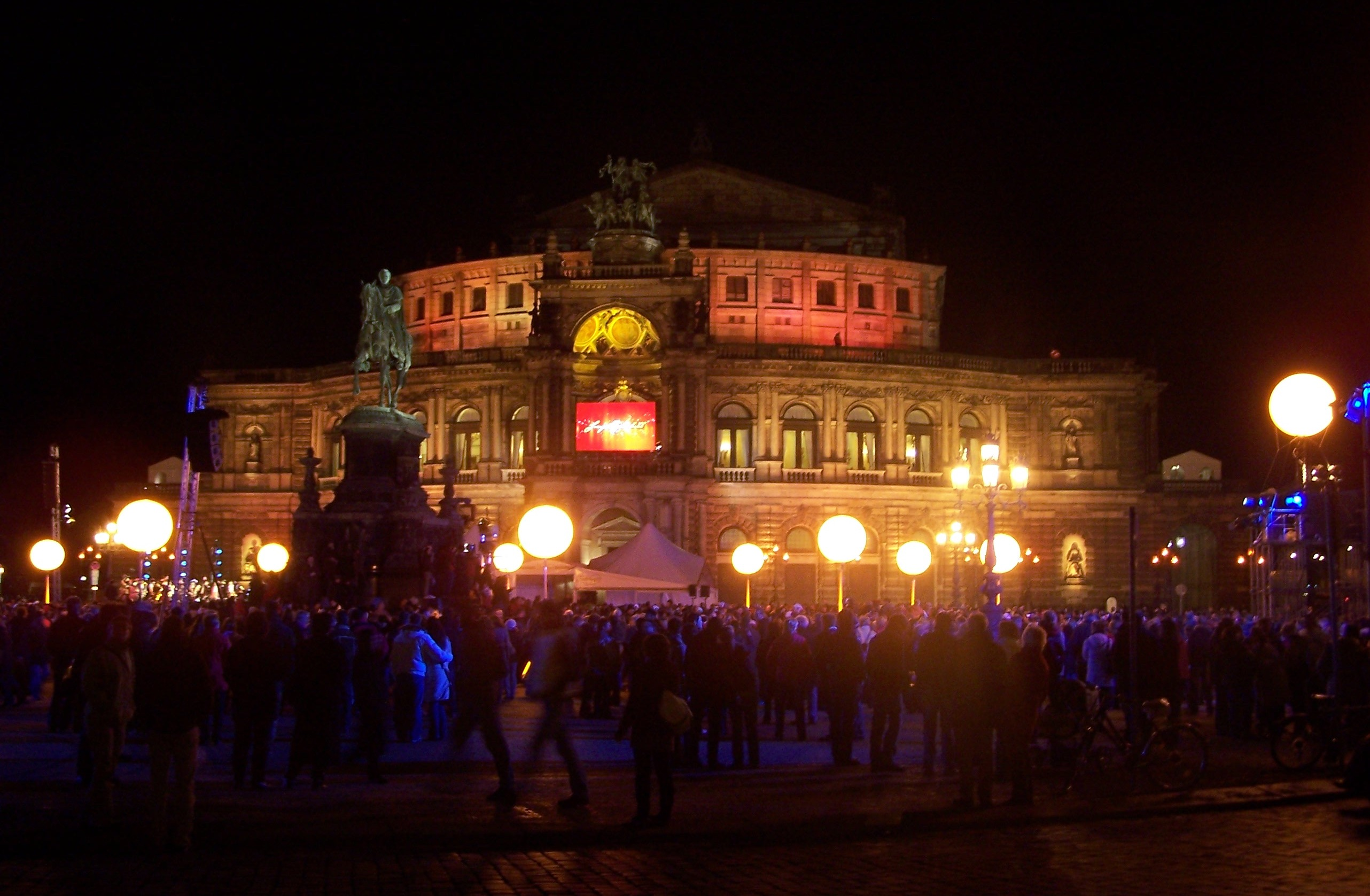
Außenveranstaltungen des Balls 2008

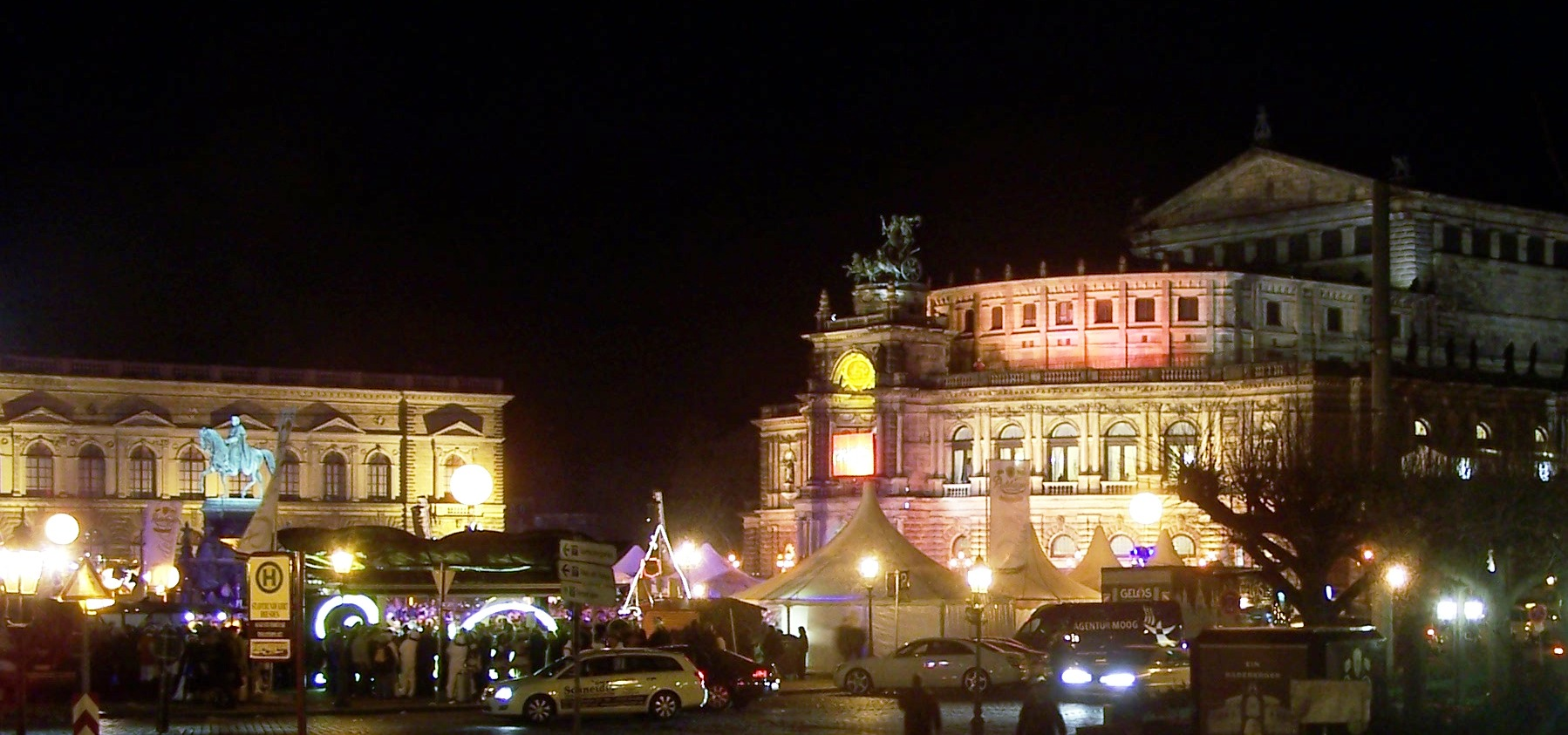
SemperOpenairball 2008

Im Jahr 2008 wurde der Ball am 18. Januar gefeiert. Moderiert wurde der SemperOpernball 2008 von der Schauspielerin Wolke Hegenbarth und Gunther Emmerlich. Stargast war Udo Jürgens. Auftritte hatten auch der Startenor Wookyung Kim, die Sopranistin Anna Pegova und die Mezzosopranistin Stephanie Atanasov, sowie der finnische Bassist Matti Salminen. Dieses Mal nahmen etwa 10.000 Menschen an der Open-Air-Veranstaltung vor der Semperoper teil.

##### 2009
Am 16. Januar 2009 fand der 4. SemperOpernball mit 88 Debütantenpaaren statt. Moderiert wurde der SemperOpernball 2009 von den beiden Opernsängern Eva Lind und Gunther Emmerlich. Das musikalische Begleitprogramm umfasste unter anderem Auftritte von Erwin Schrott (Bassbariton), Sergei Roldugin (Cellist), Roger Cicero & Big Band und Tom Gaebel & His Big Band. Insgesamt spielten neun Bands in den fünf Ballsälen bis in die frühen Morgenstunden. Am SemperOpenairball nahmen etwa 12.000 Besucher teil.

##### 2010
Im Jahr 2010 fand der Ball am 15. Januar statt. Die Moderatoren waren Miriam Pielhau und Gunther Emmerlich. Das musikalische Eröffnungsprogramm wurde vom Chor der Sächsischen Staatsoper, der Sächsischen Staatskapelle und dem Semperoper-Ballett gestaltet. Außerdem traten das Klavierduo Katia und Marielle Labèque sowie die Opernsänger Klaus Florian Vogt und Camilla Nylund auf. Mitternachtsact war Peter Kraus.

##### 2011
Der 6. SemperOpernball fand am 14. Januar 2011 unter dem Motto „Dresden lächelt“ statt. Moderatoren des Balls waren Stéphanie Berger und Gunther Emmerlich. Die 2.200 Gäste in der Semperoper und die rund 10.000 Besucher des SemperOpenairballs wurden vom Tenor Jonas Kaufmann mit der Blumenarie aus Georges Bizets Oper „Carmen“ und Franz Lehárs „Dein ist mein ganzes Herz“ auf die Veranstaltung eingestimmt. Außerdem spielten die Sächsische Staatskapelle Dresden und das Große Ballorchester unter der Leitung von Siegfried Pfeiffer. Um Mitternacht präsentierte die Sängerin Ina Müller mit ihrer Band deutschsprachige Popmusik. In diesem Jahr beschlossen 76 Debütantenpaare die Eröffnungsveranstaltung. Die jährliche Tombola für wohltätige Zwecke brachte in diesem Jahr 21.000 Euro für UNICEF-Projekte ein.

##### 2012
„Dresden darf das“ stand als Motto über dem 7. Semperopernball am 20. Januar 2012. Durch das Programm führten Ruth Moschner und Gunther Emmerlich. Insgesamt besuchten 2.200 Gäste den Ball, darunter 72 Debütantenpaare. 8.000 bis 10.000 Menschen nahmen am SemperOpenairball auf dem Theaterplatz teil. Höhepunkte des Abends waren die Auftritte des Opernsolisten René Pape, der Sängerin Helene Fischer und von 20 Tänzerinnen des Moulin Rouge. Musikalisch und tänzerisch wurden sie vom Semperoper-Ballett, der Sächsischen Staatskapelle und dem Staatsopernchor unterstützt. Die traditionelle Tombola für wohltätige Zwecke brachte in diesem Jahr 30.000 Euro für UNICEF-Projekte in Afrika ein.

##### 2013
Unter der Überschrift „Dresden verzaubert“ fand der SemperOpernball 2013 am 1. Februar statt. Johanna Klum und Gunther Emmerlich moderierten die achte Ausgabe des Balles. Rund 2.200 Gäste erlebten mehr als 80 Debütantenpaare, die mit dem Schwanensee-Walzer die Tanzfläche eröffneten. Höhepunkte des Programmes waren die Akrobaten des Festival International du Cirque de Monte Carlo, der italienische Tenor Vittorio Grigolo, die russische Sopranistin Julija Leschnewa und der deutsche Musiker Stefan Gwildis. Beim Openairball vor der Oper auf dem Theaterplatz sangen Roberto Blanco und Gotthilf Fischer gemeinsam mit rund 10.000 Dresdnern. An diesem Abend stellten die Dresdner einen neuen Weltrekord auf: Auf dem Theaterplatz tanzten 1966 Paare zum Schwanensee-Walzer. Bis zum 1. Februar 2013 hielt die Stadt Tuzla in Bosnien-Herzegowina den Rekord im Walzertanzen. Dort fanden sich im Mai 2010 insgesamt 1510 Paare zum gemeinsamen Walzer ein.

##### 2014
Das Motto des 9. SemperOpernballes am 7. Februar 2014 lautete „Dresden glitzert – Glanz und Glamour beim SemperOpernball“. Durch das Programm des etwa 1,7 Millionen Euro teuren Abends führten die Fernsehmoderatorin Collien Ulmen-Fernandes und Entertainer Gunther Emmerlich. Neben Königin Silvia von Schweden wurden die Schauspielerin Catherine Deneuve, der Komponist und Sänger Udo Jürgens, der Entertainer Thomas Gottschalk und der EU-Kommissionspräsident José Manuel Barroso mit Ballorden geehrt.

##### 2015
Der 10. SemperOpernball fand am 30. Januar 2015 statt und stand unter dem Motto „Dresden jubelt und heißt die Welt willkommen“. Das Debütantenkleid wurde vom Dresdner Designer Uwe Herrmann entworfen. Moderatoren waren Sophia Thomalla und Gunther Emmerlich. Den SemperOpenairball auf dem Theaterplatz moderierten Anja Koebel und René Kindermann.

##### 2016

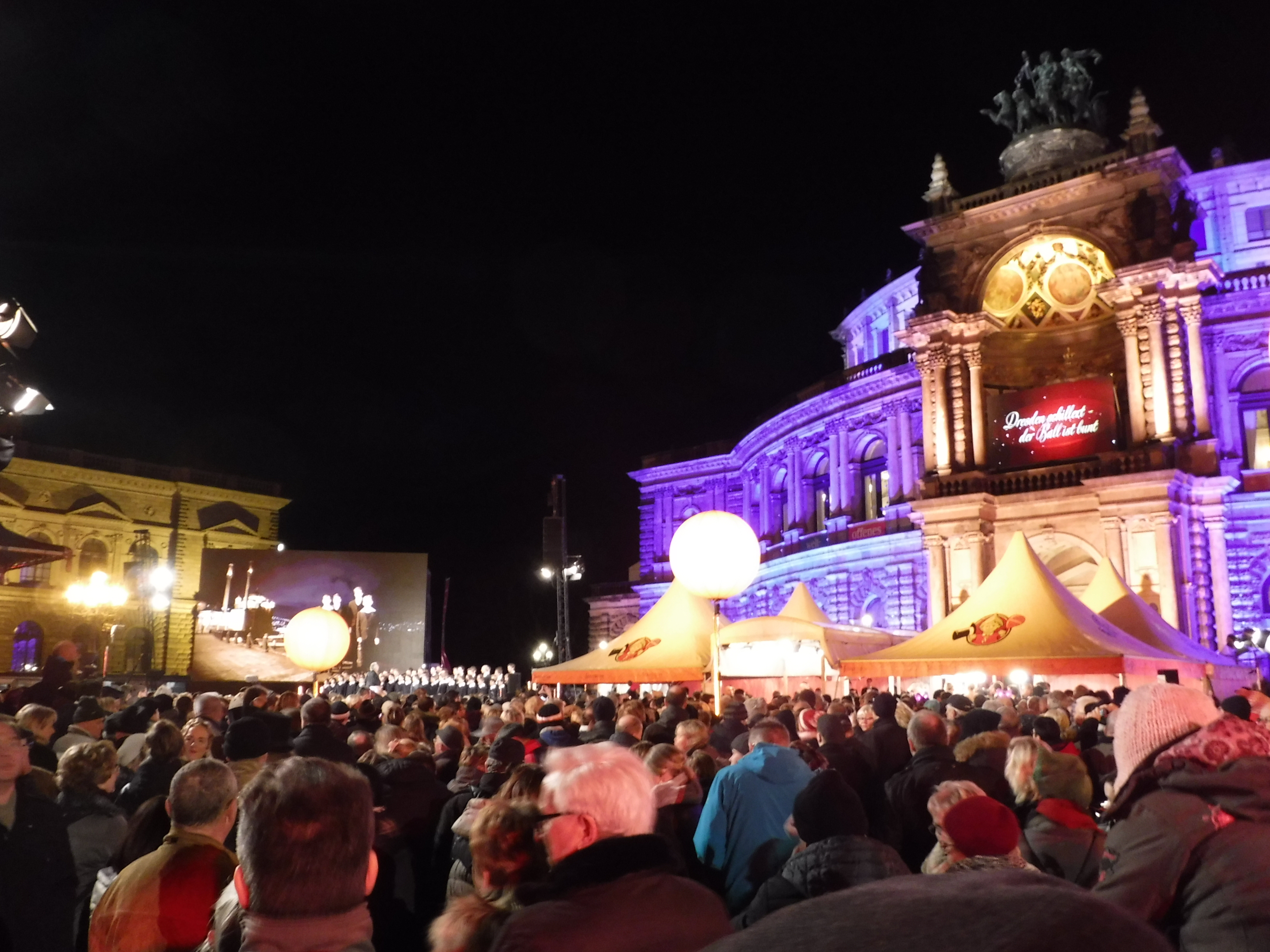
Außenveranstaltungen des Balls 2016

Der 11. SemperOpernball fand am 29. Januar 2016 statt und stand unter dem Motto „Dresden schillert – Der Ball ist bunt“. Moderatoren waren Guido Maria Kretschmer und Mareile Höppner. Es traten die Mezzosopranistin Joyce DiDonato, Tänzerinnen des Lido aus Paris und Artisten des Formosa Circus Art aus Taiwan auf. Außerdem gab es ein Kostümspektakel der Academy of Fine Arts Warsaw. Für die musikalische Unterhaltung sorgten der Chor der Staatsoper Dresden, der Dresdner Kreuzchor und die Sächsische Staatskapelle Dresden unter der Leitung des russischen Dirigenten Anton Lubchenko.
Der SemperOpenairball auf dem Theaterplatz wurde von Marco Schreyl und Sarah von Neuburg moderiert. Einige Programmbeteiligte des Balls traten auch draußen auf, so der Kreuzchor und die Tänzer des Lido.

##### 2017
Am 3. Februar 2017 tanzten die Debütantinnen zum ersten Mal in einem zweifarbigen Kleid. Unter den ausgewählten Paaren befand sich auch die Tochter von Joachim Llambi, Katharina Schneider. Die Show wurde von Margarita Gritskova, Aida Garifullina, André Rieu sowie Conchita Wurst untermalt. Moderatoren waren Guido Maria Kretschmer und Linda Zervakis. Das Motto des 12. SemperOpernballs lautete „Dresden strahlt – grenzenlos in alle Welt“.

##### 2018
Der 13. SemperOpernball fand am 26. Januar 2018 unter dem Motto „Magisches Dresden – der Ball bringt Glück“ statt. Moderiert wurde der Ball von Sylvie Meis und Guido Maria Kretschmer. Den Mitternachtsauftritt hatten, wie bereits 2017, der Musiker André Rieu und sein Johann-Strauß-Orchester.

##### 2019
Der Ball am 1. Februar 2019 stand unter dem Titel „Faszination Dresden – Träume werden wahr“. Roland Kaiser und Sylvie Meis traten gemeinsam als Moderatoren auf. Auftritte hatten José Carreras, die jungen Sänger des Dresdner Kreuzchors, Primaballerina Swetlana Sacharowa und Andreas Gabalier (Mitternachtsact). Unter den 100 Debütanten-Paaren war die 17-jährige Tochter von Stefanie Hertel und Stefan Mross, Johanna Mross.

##### 2020
Der 15. SemperOpernball am 7. Februar 2020 stand unter dem Motto „Märchenhaft rauschend“. Roland Kaiser moderierte diesmal alleine. Judith Rakers, die auch vorgesehen war, zog ihre Teilnahme nach der umstrittenen Verleihung des St. Georgs Ordens an Ägyptens Präsidenten Abdel Fatah El-Sisi zurück. Auch Mareile Höppner sagte ab, nachdem sie im Vorfeld massiv bedroht wurde. Auf dem Theaterplatz moderierten Sarah von Neuburg und René Kindermann. Unter den Debütanten war Lilith Becker, die Tochter von Schauspieler Ben Becker. Das Mitternachtskonzert gab Peter Maffay.

### „Export“ des SemperOpernballs
Nach dem Vorbild des Wiener Opernballs, der seine Bälle erfolgreich nach New York, Zagreb, Dubai und Kuala Lumpur „exportierte“, wagte auch Hans-Joachim Frey den Schritt auf das internationale Parkett. In den Jahren 2019 und 2021 wurde ein „Dresdner Opernball“ im Katharinenpalast nahe St. Petersburg veranstaltet. Im Herbst 2022 folgte ein „Dresden Opera Ball“ in Dubai. Der Semper Opernball e. V. war allerdings weder in die Organisation noch in die Durchführung dieses Opernballs eingebunden.

### Absagen 2021 bis 2023
Unterbrochen wurde die jährliche Ausrichtung des Dresdner SemperOpernballs durch die Corona-Pandemie. In den Jahren 2021 und 2022 mussten die Bälle abgesagt werden. Auch der für 2023 geplante Ball wurde im November 2022 abgesagt. Der Kartenverkauf war aufgrund der weiterhin anhaltenden, pandemiebedingten Unsicherheiten lange zurückgehalten worden. Auch die Unwägbarkeiten der drohenden Energiekrise (z. B. die Frage, ob die Semperoper überhaupt ohne Einschränkungen weiter betrieben werden könne) machten eine langfristige Planung des Balls unmöglich.

### Neuausrichtung des SemperOpernballs und Neustart seit 2024
Das von Unsicherheiten geprägte Jahr 2022 hatte der SemperOpernball e. V. genutzt, um sich personell neu aufzustellen und das bestehende Ballkonzept weiterzuentwickeln. Der damalige Ballchef Hans-Joachim Frey war mehrfach in die Kritik geraten, unter anderem wegen der Vergabe des Dresdner St. Georgs-Ordens im Jahr 2020 an den ägyptischen Präsidenten Abdel Fatah El-Sisi und den im Jahr 2009 an Wladimir Putin überreichten Ballorden. Unter dem wachsenden öffentlichen Druck verkündete Frey im November 2022 seinen Austritt aus dem Verein und damit auch seinen Rücktritt vom Vorstand und der künstlerischen Leitung des Balls. Auch andere Vereinsmitglieder gaben ihre Vorstandsposten auf. Die Führung des Vereins wurde komplett neu gewählt.
Künftig gibt es weniger Preisverleihungen und der Balltanz steht wieder stärker im Fokus. Gemeinsam mit der Semperoper und den gesellschaftlichen Akteuren der Region soll das künstlerische Profil gestärkt werden. Wichtiger Bestandteil bleiben der Auftritt der Debütantenpaare zur Eröffnung der Ballnacht und der SemperOpenairball. Der SemperOpenairball ist der einzige Opernball weltweit, bei dem jeder kostenfrei mitfeiern und mittanzen kann.

#### 2024
Nach der dreijährigen Pause fand am 23. Februar 2024 wieder ein SemperOpernball unter dem Motto „Lasst uns tanzen“ statt. Durch das Programm führten Stephanie Stumph und Tom Wlaschiha. Die Moderation auf dem Theaterplatz übernahm Wolfgang Lippert. Das Mitternachtskonzert gab Giovanni Zarrella. Der Linke-Stadtrat Tilo Wirtz kritisierte, dass der Opernball erstmalig von der Stadt Dresden mit 200.000 Euro mitfinanziert wurde, darin enthalten 120.000 Euro Fördermittel des Freistaates Sachsen.

#### 2025
Mit denselben Moderatoren wie im Vorjahr fand am 7. Februar der SemperOpernball 2025 unter dem Motto „Dresden tanzt“ statt, 100 Jahre nach der ersten Veranstaltung. Zu den Höhepunkten gehörte der Auftritt des Jazzmusikers Till Brönner. Das Mitternachtskonzert gab Max Giesinger. Das Ereignis wurde, wie in den Jahren zuvor, vom Mitteldeutschen Rundfunk live im TV übertragen und einen Tag später von 3sat als Aufzeichnung ausgestrahlt.

## Preisverleihungen

### Dresdner St. Georgs-Orden 2006 bis 2020
Zu den Höhepunkten des SemperOpernballs zählte zwischen 2006 und 2020 die Verleihung des Dresdner St. Georgs Ordens des SemperOpernballs (bis 2009: Sächsischer Dankorden des Semper Opernballs e. V.). Diese Medaille wurde in den Kategorien Kultur, Politik, Sport, Soziales Engagement und Wirtschaft an Persönlichkeiten verliehen, die sich um Kultur, um Deutschland, die neuen Bundesländer und um Sachsen verdient gemacht haben. Der Orden zeigt neben dem Wahlspruch „Adverso Flumine“ (lateinisch für „Gegen den Strom“) das Bildnis des Heiligen Georg zu Pferde, das nach Vorbild eines der wertvollsten Schmuckstücke des Grünen Gewölbes gefertigt wurde. Das Motiv soll den Kampf für das Gute symbolisieren.
Nach wiederholten Diskussionen zu den Preisträgern wurde die für 2020 geplante Preisverleihung komplett abgesagt.
| Jahr | Kultur                                                                    | Politik                                     | Sport                               | Soziales Engagement                   | Wirtschaft                  | Sonderpreis                                   |
| ---- | ------------------------------------------------------------------------- | ------------------------------------------- | ----------------------------------- | ------------------------------------- | --------------------------- | --------------------------------------------- |
| 2006 | Armin Mueller-Stahl                                                       |                                             |                                     |                                       |                             |                                               |
| 2007 | Maximilian Schell                                                         | Hans-Dietrich Genscher                      | Franz Beckenbauer                   |                                       |                             |                                               |
| 2008 | Kurt Masur                                                                | Lothar de Maizière                          | Henry Maske                         |                                       |                             |                                               |
| 2009 | Joachim Fuchsberger                                                       | Wladimir Putin (am 4. März 2022 aberkannt)  | Matthias Steiner                    |                                       |                             |                                               |
| 2010 | José Carreras                                                             | Kurt Biedenkopf                             |                                     | Michael Jackson                       |                             |                                               |
| 2011 | Til Schweiger                                                             | Roman Herzog                                |                                     | Bob Geldof                            |                             |                                               |
| 2012 | Ornella Muti                                                              |                                             |                                     | Roger Moore                           | Khaldoon Khalifa Al Mubarak | Helene Fischer                                |
| 2013 | Heiner Lauterbach                                                         | Jean-Claude Juncker                         | Michael Ballack                     |                                       | Martin Winterkorn           | Gérard Depardieu                              |
| 2014 | Thomas Gottschalk Udo Jürgens                                             | José Manuel Barroso                         |                                     | Catherine Deneuve Silvia von Schweden |                             | Alle Dresdner („Das beste Publikum der Welt“) |
| 2015 | Ludwig Güttler Roland Kaiser Wolfgang Stumph                              | Macky Sall                                  | Robert Harting                      | Nadja Auermann Naomi Campbell         |                             |                                               |
| 2016 | Uschi Glas Mario Adorf Gunther Emmerlich                                  | Christian Wulff Youssef al-Alawi Abdullah   |                                     |                                       |                             |                                               |
| 2017 | Rolf Hoppe Peter Maffay André Rieu Natalia Wörner                         | Salman bin Abdulaziz Al Saud Klaus Johannis | Fabian Hambüchen Ralf Rangnick      |                                       | Helmut Markwort             |                                               |
| 2018 | Jürgen Prochnow Veronica Ferres                                           | Ameenah Gurib Sigmar Gabriel                | Miroslav Klose Christiane Reppe     |                                       | Carsten Spohr               |                                               |
| 2019 | Alain Delon                                                               | Albert II. von Monaco                       | Stanislaw Tschertschessow Jean Todt | Elke Büdenbender                      | Heinz-Jürgen Preiss-Daimler |                                               |
| 2020 | Abdel Fatah El-Sisi (im Januar 2020 verliehen, im Februar 2020 aberkannt) |                                             |                                     |                                       |                             |                                               |

### Kritik an Preisverleihungen

#### Wladimir Putin 2009
Die Verleihung des Ordens an Wladimir Putin mit einer Laudatio des damaligen Ministerpräsidenten Stanislaw Tillich (CDU) im Jahr 2009 erntete Kritik, die neben Politikern unterschiedlicher Parteien auch die Gesellschaft für bedrohte Völker äußerte. Daraufhin wurde 2010 der Sächsische Dankesorden in „St. Georgs Orden“ umbenannt.
Nach dem Überfall Russlands auf die Ukraine am 24. Februar 2022 entschied der Semper Opernball e. V. zunächst, dass Putin verliehene Titel nicht entzogen werden könne, da die Verleihung für Leistungen erfolgt war, die im unmittelbaren zeitlichen Kontext zur Preisverleihung standen. Nach eingehender Beratung entschloss sich der Verein am 4. März 2022 dann doch für die Aberkennung des an Putin verliehenen Ordens. Vor dem Hintergrund der vorangegangenen Diskussion gab der Dresdner Oberbürgermeister Dirk Hilbert am 11. März 2022 seinen Austritt aus dem Verein bekannt. Auch der Konzertveranstalter Bernd Aust und der Geschäftsführer der DDV Mediengruppe Carsten Dietmann erklärten ihren Austritt.

#### Abdel Fattah El-Sisi 2020
Im Bereich Kultur verlieh Hans-Joachim Frey den St. Georgs Orden im Januar 2020 an den Ägyptischen Präsidenten Abdel Fatah El-Sisi. Ihm werden u. a. von Amnesty International schwere Menschenrechtsverletzungen vorgeworfen. In der Laudatio lobte Frey El-Sisi Ende Januar in Kairo als „Hoffnungsträger und Mutmacher eines ganzen Kontinents“ und als „Brückenbauer und Friedenstifter“. Die Ehrung löste Empörung und Protest aus.
Die als Co-Moderatorin des Balls engagierte Tagesschau-Sprecherin Judith Rakers bat wegen der Verleihung um die Auflösung ihres Vertrags. Statt ihrer sollte die Brisant-Moderatorin Mareile Höppner moderieren. Höppner sagte aufgrund von Drohungen ebenfalls ab. Auch der Schlagersänger Roland Kaiser distanzierte sich, entschied sich nach der Entschuldigung von Ballchef Frey aber doch den Ball zu moderieren. Der MDR als Medienpartner des Balls hielt an der geplanten Übertragung des Ereignisses fest.
Nach Absagen des SAP-Gründers Dietmar Hopp als Preisträger und Fußballmanager Uli Hoeneß als dessen Laudator, erklärte der Ballverein, dass 2020 komplett auf die Ordensverleihung verzichtet werde. El-Sisi wurde die Auszeichnung wieder aberkannt.

### Der Choros-Award – Der neue Preis seit 2024
Als Reaktion auf die umstrittenen Preisverleihungen gibt es seit 2024 einen neuen Ehrenpreis, den Choros-Award aus dem Hause Meissen. Der Name „Choros“ kommt aus dem Griechischen und bedeutet „Tanzplatz“. Der Pokal bietet verschiedene Perspektiven, denen aber allen die Dynamik des Tanzes innewohnt.  Die Dynamik des Tanzes wird in großen S-Formen eingefangen, die laut dem Schöpfer des Awards, dem langjährigen Chefplastiker der Porzellan-Manufaktur, Jörg Danielczyk, für „Schwung“, „Schwingung“, „Swing“ – und zugleich „Semperoper“ und „SemperOpernball“ stehen. Eine dezente gold-grün-schwarze Staffage weist auf die sächsische Identität des Preises hin. Der Preis wird in den drei Kategorien Newcomer, Kultur und Gesellschaft verliehen und ist mit 5000 Euro dotiert. Ein Kuratorium entscheidet über die Preisträger.
| Jahr | Newcomer          | Kunst und Kultur                                     | Gesellschaftliches Engagement |
| ---- | ----------------- | ---------------------------------------------------- | ----------------------------- |
| 2024 | Nikola Hillebrand | Gunther Emmerlich (postum)                           | Michael Patrick Kelly         |
| 2025 | Jasmin Delfs      | Tino Piontek aka Purple Disco Machine Martina Gedeck | –                             |

## OpenAirball
Zu den Besonderheiten des SemperOpernballs gehört der OpenAirball, der jedes Jahr Tausende Schaulustige und Tanzbegeisterte auf den Theaterplatz zieht. Neben einer Live-Übertragung aus dem Inneren der Oper erwartet die Besucher ein eigenes Programm. Zu den Künstlern, die bereits beim OpenAirball aufgetreten sind, zählen unter anderem der weltberühmte Dresdner Kreuzchor, „The Tenors of the XXI Century“, Wincent Weiss, Max Giesinger, Lions Head, René Pape und Roland Kaiser.
Am 1. Februar 2013 wurde der OpenAirball Schauplatz eines Weltrekords: Auf dem Theaterplatz vor der Semperoper tanzten 1.966 Paare zum Schwanensee-Walzer und brachen so den Rekord des „größten Walzers“, den vorher die Stadt Tuzla in Bosnien-Herzegowina hielt. Dort fanden sich im Mai 2010 1.510 Paare ein, um für den Rekordtitel zu tanzen.
Höhepunkt ist jedes Jahr das Feuerwerk, mit dem um 21 Uhr der SemperOpernball traditionell eröffnet wird. Die Inszenierungen mit einer Mischung aus Show, Musik- und Lichteffekten locken viele Reisegruppen nach Dresden.
2024 kamen 5.000 Besucher zum OpenAirball.